# Jessy Kramer
Jessy Anna Kramer (Zijdewind, 16 februari 1990) is een Nederlands handbalster. Kramer komt uit voor de Franse club Toulon St-Cyr Var Handball. Ze speelt in het Nederlands handbalteam en nam deel aan het WK 2011 in Brazilië.
Kramer woont samen en heeft een dochter. Ze woont met haar gezin in Frankrijk.